# XYZ=repainting
『XYZ=repainting』（エックスワイズィーリペインティング）は、2018年2月14日にポニーキャニオンから発売されたSexy Zone5作目のオリジナルアルバム。

## 解説
アルバムとしては「Sexy Zone 5th Anniversary Best」以来約1年3ヶ月ぶり、オリジナル・アルバムとしては「Welcome to Sexy Zone」以来約2年ぶりの発売となる。
アルバムにはシングル曲「よびすて」「ROCK THA TOWN」「ぎゅっと」のほか、リードトラック「忘れられない花」をはじめとする新曲や、ソロ・ユニット曲も収録。
初回限定盤A、初回限定盤B、通常盤の3形態で発売。

## 収録曲

### CD
※シングル曲の詳細はそのページを参照。
1. XYZ（Introduction）
作詞：佐々木詩織 / 作曲・編曲：CHOKKAKU / コーラスアレンジ：佐々木久美
歌詞は存在するが、Sexy Zone本人による歌唱ではない。
2. 忘れられない花
作詞・作曲・編曲：さかいゆう
  - 本作のリードトラック
  - Sexy Zone出演 AOKIホールディングス「フレッシャーズ2018」CMソング
3. PEACH!
作詞：宮田航輔（nicoten） / 作曲：Susumu Kawaguchi、Albin Nordqvist、Louise Frick Sveen / 編曲：CHOKKAKU / コーラスアレンジ：佐々木久美
4. ROCK THA TOWN
作詞：EMI K. Lynn / 作曲：Christofer Erixon、Josef Melin / 編曲：CHOKKAKU
  - 13thシングル
5. Birthday for you
作詞：MiNE / 作曲：David Amber、Andy Love / 編曲：David Amber
6. ぎゅっと
作詞：宮田航輔（nicoten）、菊池風磨 / 作曲：ひろせひろせ / 編曲：CHOKKAKU
  - 14thシングル
7. プンププンプン
作詞：三浦徳子 / Rap詞：Komei Kobayashi / 作曲：Jon Hallgren、Fredrik"Figge"Bostrom、Carlos Okabe / 編曲：生田真心
8. Fantasy ～1秒の奇跡～
作詞：佐藤舞花 / 作曲：Takuya Harada、Xisco / 編曲：Xisco
9. 名脇役
作詞・作曲：竹縄航太（HOWL BE QUIET） / 編曲：竹縄航太、sugarbeans / コーラスアレンジ：竹内浩明
10. よびすて
作詞：久保田洋司 / 作曲：RYLL / 編曲：CHOKKAKU
  - 12thシングル
11. Unreality
作詞：Komei Kobayashi / 作曲：Fredrik"Figge"Bostrom、Pontus Soderqvist / 編曲：Pontus Soderqvist
12. Pheromone
作詞：上中丈弥 / 作曲：Mats Ymell、Jussi Nikula、Joakim Brunstrom / 編曲：岩田雅之
13. ラブマジ
作詞・作曲：水野良樹 / 編曲：田中ユウスケ、近藤隆史 / ブラスアレンジ：本間将人 / ストリングスアレンジ：美央 / コーラスアレンジ：田中耕作
14. Ignition Countdown
作詞：EMI K. Lynn / 作曲：Fredrik"Figge"Bostrom、Susumu Kawaguchi、佐原康太 / 編曲：生田真心
15. フィルター越しに見た空の青
作詞：MiNE / 作曲：MiNE、Atsushi Shimada / 編曲：DJ Mass（VIVID Neon*）、Shoko Mochiyama
16. 最後の笑顔
作詞：タナカヒロキ（Lego big morl） / 作曲：Kinboom、KOUDAI IWATSUBO / 編曲：船山基紀

### 特典CD
※通常盤のみ
1. 会いたいよ
作詞：おかもとえみ / 作曲：ひろせひろせ / 編曲：石塚知生 / コーラスアレンジ：竹内浩明
  - フジテレビ系「春の高校バレー2018」イメージソング[4]
2. Luv Manifesto - 中島健人・マリウス葉・松島聡
作詞：S.K.Y / 作曲：中島健人 / 編曲：tasuku / コーラスアレンジ：竹内浩明
3. Kiss You Good-Bye - 佐藤勝利
作詞：EMI K. Lynn / 作曲：Fredrik"Figge"Bostrom、Shu Kanematsu / 編曲：Shu Kanematsu、生田真心
4. Sing along song - 佐藤勝利・菊池風磨
作詞：佐藤勝利、菊池風磨 / 作曲：Lasse Lindorff、Andrei Tiberiu Maria、Serban Cazan、Cozi Costi / 編曲：Andrei Tiberiu Maria、Serban Cazan
5. O.N.E ～Our New Era～
作詞：Sexy Zone / 作曲：Chris Sernel、Seann Bowe / 編曲：GRP

### DVD

#### 初回限定盤A
1. 「忘れられない花」Music Clip
2. 「XYZ=repainting」Making Movie（約54分収録）

#### 初回限定盤B
1. 葉山・鎌倉 Sexy Zone 5人旅 ～サイコロで運命が決まる!?ごほうびSexyグルメツアー～（約93分収録）
2. 「忘れられない花」Music Clip各メンバーソロver.（約22分収録）